# St. Cosmas und Damian (Geisleden)

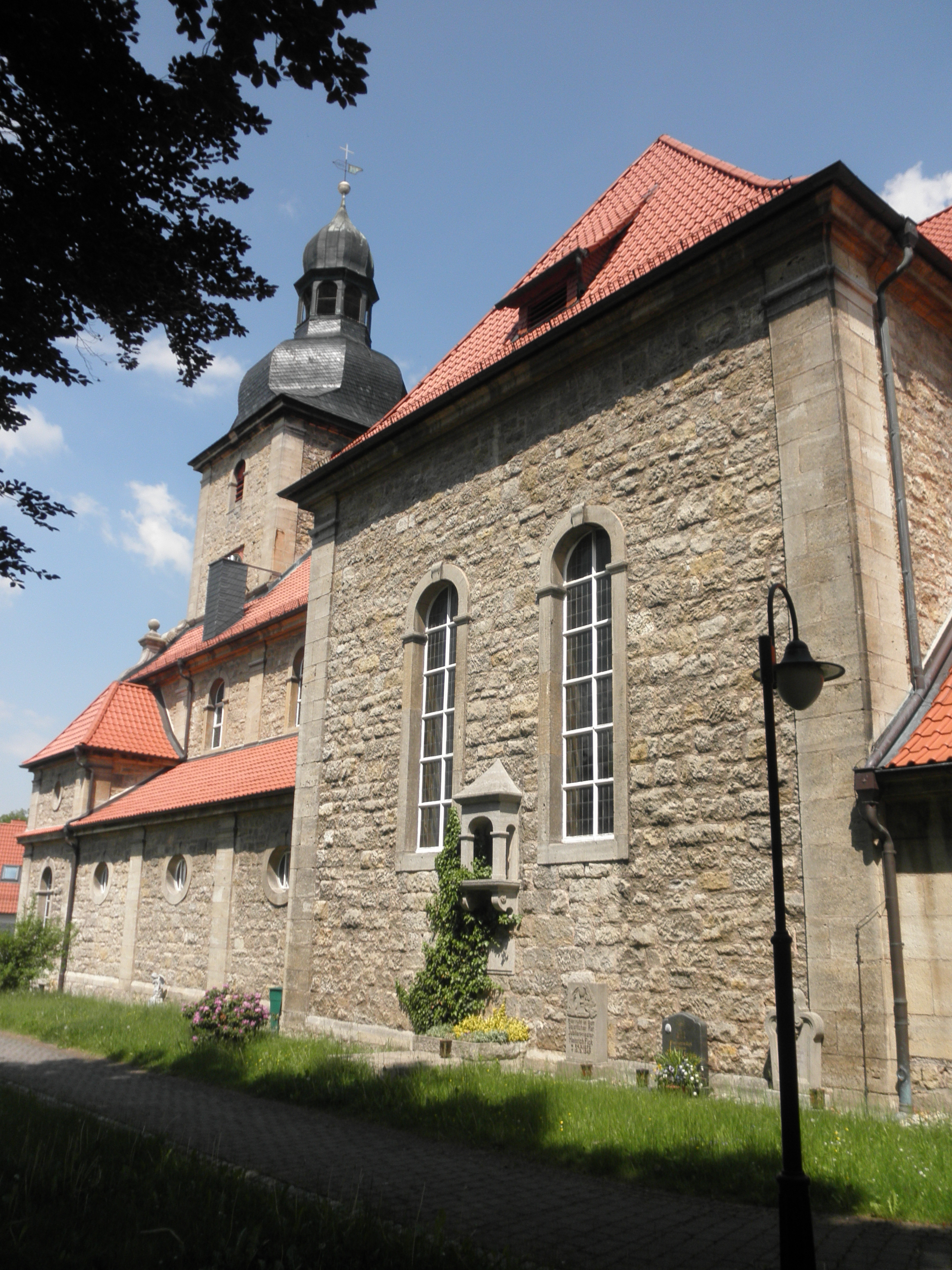
Römisch-katholische Kirche St. Cosmas und Damian

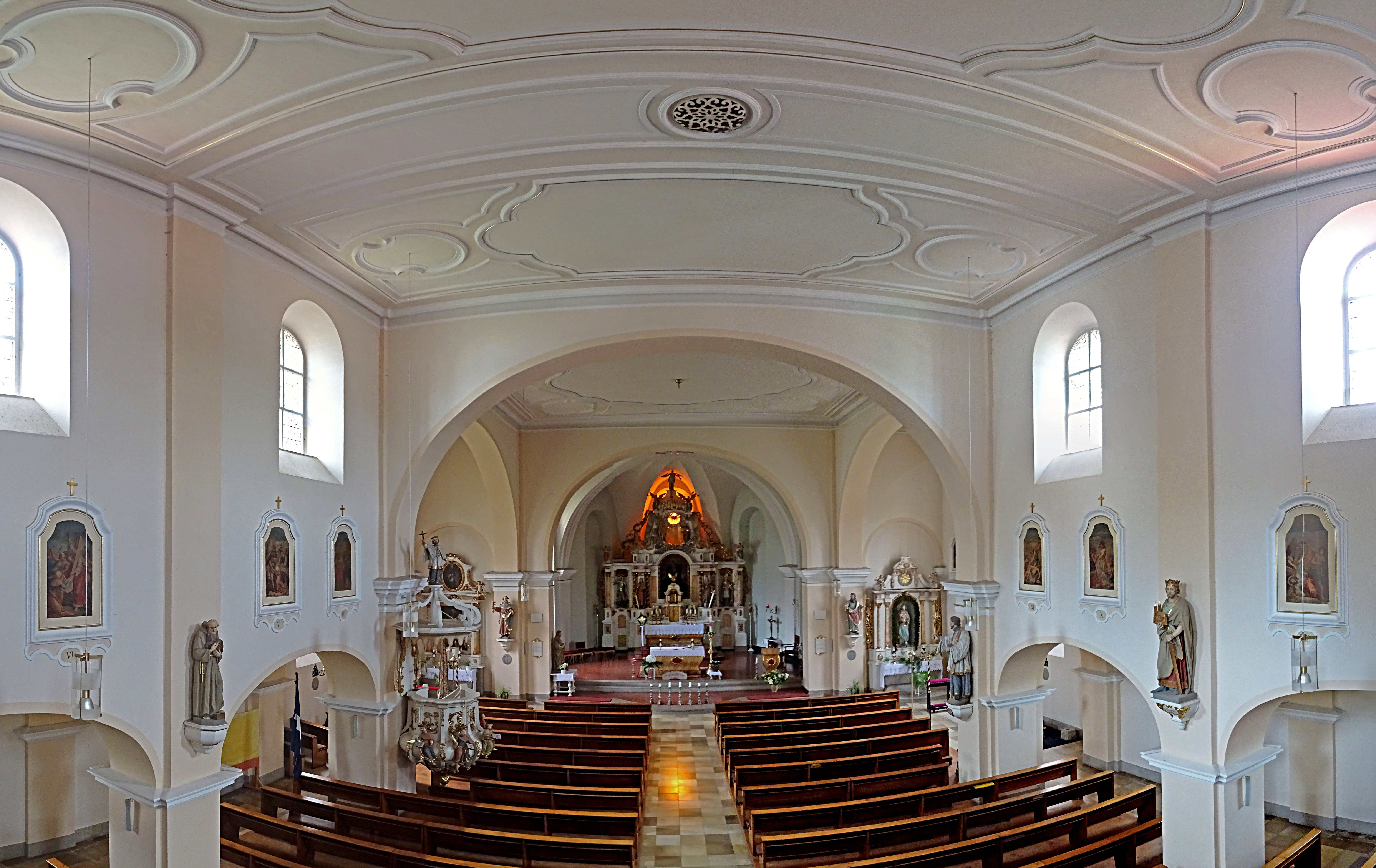
Innenraum-Panorama

Die römisch-katholische Filialkirche St. Cosmas und Damian steht in Geisleden im thüringischen Landkreis Eichsfeld. Sie ist Filialkirche der Pfarrei St. Gerhard Heilbad Heiligenstadt im Dekanat Heiligenstadt des Bistums Erfurt. Sie trägt das Patrozinium der heiligen Cosmas und Damian.

## Kirchengemeinde
Die Pfarrgemeinde St. Cosmas und Damian in Geisleden mit ihren Filialen Heuthen und Flinsberg wurde zum 1. Januar 2017 mit der Heiligenstädter Pfarrei St. Gerhard zu einer neuen Gemeinde vereint. Pfarrkirche und Dienstsitz des Pfarrers in dieser Pfarrei ist St. Gerhard. Geisleden, Heuthen und Flinsberg werden Filialgemeinden.

## Geschichte
Der Pfarrverwaltungsrat hatte Anfang des 20. Jh. beschlossen, die Kirche von 1781 bis auf den Chor abzureißen, was der Erste Weltkrieg und die Inflationszeit vorerst verhinderte. 1921 wurde die Orgel abgebaut und der Kirchturm abgerissen. Die Glocke von 1522 kam zum Schwesternhaus, wo man eine Notkirche einrichtete. 1922 erfolgte der Abbruch der alten Kirche bis auf den Chorraum, am 10. August 1923 beging man die Grundsteinlegung, am 29. August 1923 das Richtfest und am 1. September 1924 die Einweihung. Die Kirche wurde nach Entwürfen von Arthur Kickton, der auch zusammen mit Karl Haubach die Oberleitung hatte, erbaut. Die ausführlichen Entwürfe stammten vom Regierungsbaumeister Reisel.

## Architektur
Beim Bau der Kirche wurde der Chor des Vorgängerbaus von 1781 einbezogen und das alte Baumaterial wiederverwendet. Die Kirche ist eine dreischiffige Kreuzbasilika und hat im Westen einen eingezogenen Kirchturm. Die Seitenschiffe im Westen wurden zu einem Treppenturm und einer Taufkapelle erweitert. Das Langhaus hat sechs Achsen. Der steinsichtige Außenbau ist in Anlehnung an den Vorgängerbau durch Pilaster gegliedert. Das Mauerwerk aus Bruchsteinen bildet einen Kontrast zu den gemusterten Gewänden und den Gesimsen. Die Fenster mit sternförmigen Mustern wurden vom Vorgängerbau übernommen. An der Rückwand des Chores ist eine doppelte Wandnische mit polychromen, hölzernen Statuen der Kirchenpatrone. Der Giebel im Westen ist geschmückt mit Voluten und dem weitergeführten Traufgesims. Drei rundbogige Portale, das mittlere architektonisch gerahmt, bilden den Zugang zur Kirche. Im Innenraum sind die Seitenschiffe zum Mittelschiff durch Arkaden geöffnet, die auf Pfeilern mit profilierten Kämpfern aufsetzen. Ebenso die Empore im Westen und das Foyer im Turm. Das Langhaus ist mit einer Flachdecke mit Stuck bedeckt, Turmvorhalle und Taufkapelle sind eingewölbt. Das Joch des Chores hat die ursprüngliche Wölbung.

## Ausstattung
Der Hochaltar aus dem 18. Jahrhundert wurde um 1924 neu mit Blattgold belegt. Die Altarwand ist breit ausladend und hat einen zweizonigen Aufbau. Das Altarretabel besteht aus einem Gemälde mit der Auferstehung Mariae, zu beiden Seiten in Nischen mit vorgestellten marmorierten Säulen Statuen der heiligen Kosmas und Damian, Georg und Bonifatius. Das Gesprenge ist mit Rocaillen und musizierenden Engeln eingefasst. Im Mittelteil steht unter einem Baldachin die bildliche Darstellung der Dreieinigkeit. Die Nebenaltäre und die Kanzel sind aus dem 18. Jahrhundert.

## Orgel

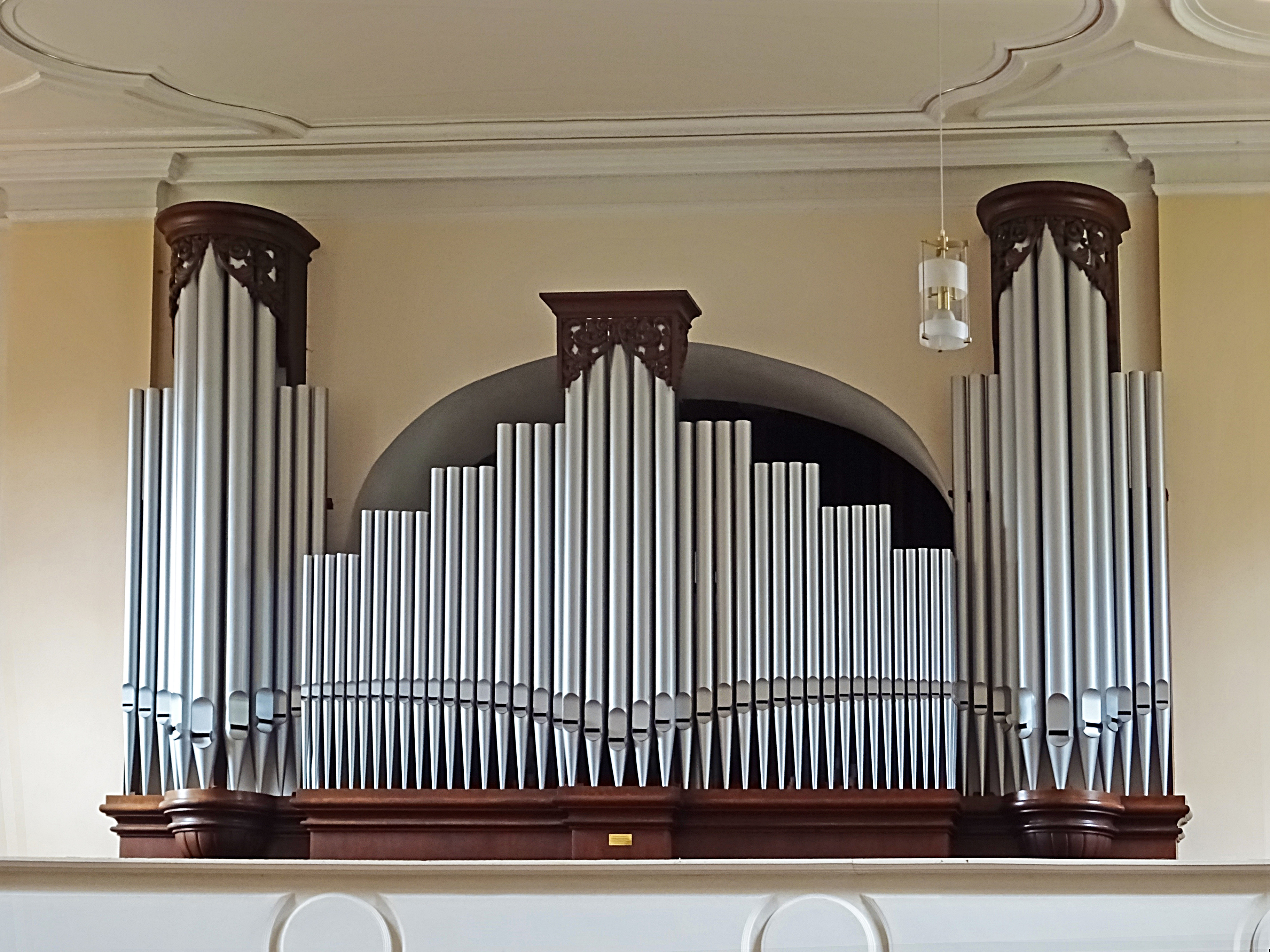
Eggert-Orgel

Die Orgel wurde 1930 von der Eggert Orgelbau-Anstalt gebaut. Das Instrument hat 29 Register, darunter zwei Transmissionen, auf zwei Manualwerken und Pedal. Die Spieltrakturen und Registertrakturen sind elektropneumatisch.
| I Hauptwerk C–g3 |                  |         |
| 1.               | Quintatön        | 16′     |
| 2.               | Principal        | 08′     |
| 3.               | Lieblich Gedacht | 08′     |
| 4.               | Gemshorn         | 08′     |
| 5.               | Dolce            | 08′     |
| 6.               | Octave           | 04′     |
| 7.               | Nachthorn        | 02′     |
| 8.               | Terzflöte 0      | 01 3⁄5′ |
| 9.               | Mixtur III-VI    |         |
| 10.              | Trompete         | 08′     |
| 11.              | Zink             | 04′     |
|                  | Tremulant        |         |

| II Schwellwerk C–g3 |                    |        |
| 12.                 | Seraphon-Principal | 08′    |
| 13.                 | Dolzflöte          | 08′    |
| 14.                 | Rohrgedackt        | 08′    |
| 15.                 | Gamba              | 08′    |
| 16.                 | Zartgeige          | 08′    |
| 17.                 | Schwebung          | 08′    |
| 18.                 | Blockflöte         | 04′    |
| 19.                 | Quintflöte         | 02 ⁄3′ |
| 20.                 | Terzcymbel III     |        |
| 21.                 | Singend Regal      | 08′    |
|                     | Tremulant          |        |

| Pedal C–f1 |                        |     |
| 22.        | Principalbaß           | 16′ |
| 23.        | Subbaß                 | 16′ |
| 24.        | Zartbaß (= Nr. 1)      | 16′ |
| 25.        | Octavbaß               | 08′ |
| 26.        | Rohrgedackt (= Nr. 14) | 08′ |
| 27.        | Cello                  | 08′ |
| 28.        | Flöte                  | 04′ |
| 29.        | Posaune                | 16′ |

- Koppeln: I/I (Superoktavkoppel), II/I (auch als Sub- und Superoktavkoppeln), II/II (Sub- und Superoktavkoppeln) II/I, I/P (auch als Superoktavkoppel), II/P (auch als Superoktavkoppel).
- Spielhilfen: Eine freie Kombination, fünf feste Kombinationen (p, mf, f, ff, tutti), Crescendo-Walze.

## Glocken
Bis 1917 hatte die Geisleder Pfarrkirche drei Kirchenglocken aus Bronze, die in den Jahren 1522, 1733 und 1760 gegossen wurden. Die zwei letzteren mussten im Ersten Weltkrieg zu Kriegszwecken abgegeben werden. Die älteste Glocke, die Totenglocke, durfte wegen ihres guten Tons und des historischen Werts bleiben. Am 30. Juli 1927 kamen drei neue Kirchenglocken und wurden am folgenden Tag feierlich eingeweiht. Im Zweiten Weltkrieg wurden die drei Bronzeglocken von 1927 für die Rüstungsindustrie abgebaut. Sie wurden durch Eisenhartgussglocken ersetzt. 1954 bekam die Kirche drei neue Eisenhartgussglocken aus der Glockengießerei in Apolda. Da diese Glocken nur eine Haltbarkeit von ca. 50 bis 80 Jahren haben, müssen sie in den kommenden Jahren durch Bronzeglocken ersetzt werden.